# 1820 w muzyce
Wydarzenia muzyczne w 1820 roku.

## Wydarzenia
- 27 stycznia – w paryskim Théâtre Feydeau miała miejsce premiera opery La bergère châtelaine Daniela Aubera[1][2]
- 24 marca – w neapolitańskim Chiesa di San Ferdinando miała miejsce premiera Messa di Gloria Gioacchino Rossiniego[1][2][3]
- 10 kwietnia – w Londynie odbyła się premiera II symfonii op. 49 Louisa Spohra[1][2][4]
- 22 kwietnia – w londyńskim Covent Garden odbyła się premiera „Henri Quatre, or Paris in the Olden Time” Henry'ego Rowleya Bishopa[1][2]
- 3 maja – w londyńskim Covent Garden miała miejsce premiera „Montoni, or The Phantom” Henry'ego Rowleya Bishopa[1][2]
- 22 maja – w londyńskim Covent Garden miała miejsce premiera „The Battle of Bothwell Brigg” Henry'ego Rowleya Bishopa[1][2]
- 14 czerwca – w wiedeńskim Theater am Kärntnertor miała miejsce premiera Die Zwillingsbrüder D. 647 Franza Schuberta[1][2]
- 20 sierpnia – po raz pierwszy wykonano hymn Chile
- 3 grudnia – Mahomet II Gioacchina Rossiniego, premiera opery w neapolitańskim Teatro San Carlo

## Urodzili się
- 9 stycznia – Pavel Křížkovský, czeski kompozytor i dyrygent (zm. 1885)
- 23 stycznia[a] – Aleksandr Sierow, rosyjski kompozytor (zm. 1871)
- 10 lutego – Cornelius Gurlitt, niemiecki kompozytor (zm. 1901)
- 13 lutego – Béla Kéler, węgierski kompozytor, skrzypek i dyrygent (zm. 1882)
- 17 lutego – Henri Vieuxtemps, belgijski wirtuoz skrzypiec i kompozytor, który wiele podróżował – bywał m.in. w Warszawie (zm. 1881)
- 7 marca – Gustav Graben-Hoffmann, niemiecki kompozytor, śpiewak, pedagog muzyczny (zm. 1900)
- 20 maja – Michał Bergson, polski kompozytor i pianista żydowskiego pochodzenia (zm. 1898)
- 8 sierpnia – Julius Stern, niemiecki pedagog i dyrygent (zm. 1883)
- 5 września – Louis Köhler, niemiecki kompozytor, pianista i pedagog (zm. 1886)
- 6 października – Jenny Lind, szwedzka śpiewaczka operowa (sopran) (zm. 1887)
- 27 grudnia – Ignaz Reimann, niemiecki muzyk kościelny, kompozytor i organista, nauczyciel i dobroczyńca (zm. 1885)

## Zmarli
- 6 sierpnia – Antonín Vranický, austriacki kompozytor i skrzypek czeskiego pochodzenia (ur. 1761)
- 28 sierpnia – Antonín Kraft, czeski kompozytor i wiolonczelista (ur. 1749)

## Muzyka poważna

### Opera
- Juan Crisóstomo Arriaga – Los Esclavos Felices